# Tharamangalam
Tharamangalam è una suddivisione dell'India, classificata come town panchayat, di 22.092 abitanti, situata nel distretto di Salem, nello stato federato del Tamil Nadu. In base al numero di abitanti la città rientra nella classe III (da 20.000 a 49.999 persone).

## Geografia fisica
La città è situata a 11° 42' 30 N e 77° 58' 07 E.

## Società

### Evoluzione demografica
Al censimento del 2001 la popolazione di Tharamangalam assommava a 22.092 persone, delle quali 11.552 maschi e 10.540 femmine. I bambini di età inferiore o uguale ai sei anni assommavano a 2.590, dei quali 1.437 maschi e 1.153 femmine. Infine, coloro che erano in grado di saper almeno leggere e scrivere erano 13.069, dei quali 7.676 maschi e 5.393 femmine.